# Венгерские исторические портреты
Венгерские исторические портреты (венг. Magyar történelmi arcképek; нем. Historische Ungarische Bildnisse), S. 205 ― цикл из семи пьес, написанный Ференцем Листом в период с 1870 по 1886 год. Является примером «позднего стиля» композитора, характеризующегося исчезновением виртуозных пассажей в музыкальных произведениях и, в первую очередь, изменением взглядов Листа на понятия тональности и гармонии.

## Предыстория
Лист никогда не терял интереса к вопросу о тональности. Ещё в 1832 году он посетил серию лекций, прочитанных Франсуа-Жозефом Фети. Из этих лекций Лист вывел идею onde omnitonique, очень похожую на додекафонию Шёнберга, которая, по версии Фети, должна в будущем стать логической заменой традиционной тональной системы. Создание новой гармонии, по его мнению, послужило бы последней стадией перехода от «унитоники» (тональности) к «плюритонике» (политональности) и затем ― к «омнитонике» (атональности), где каждая нота становится тоникой (в этом заключается отличие теории Фети от идеи Шёнберга, отвергавшего понятие тоники).
Утерянным считается трактат Листа о современной гармонии. Артур Фридхайм, ученик Листа, писал, что видел его среди бумаг композитора в Веймаре:
В более поздние годы у Мастера появилась привычка вставать в пять часов утра, и я часто посещал его в этот час. <…> В последний из этих утренних визитов я застал его корпеющим над книгами и старыми рукописями. С его разрешения я присоединился к нему в этом очень интересном занятии. Увидев одну рукопись, которая особенно привлекла моё внимание, я взял её со словами: «Это возложит на вас ответственность за массу чепухи, которая когда-нибудь обязательно будет вами написана». Я ожидал упрёка за своё замечание, но он [Лист] очень серьёзно ответил: «Может быть. Я не опубликовал её, потому что время для этого ещё не пришло».
Лист также был одним из первых композиторов, экспериментировавших с битональностью. Одним из примеров её использования является похоронный марш на смерть Ласло Телеки из «Венгерских исторических портретов». В этом марше присутствует остинато из четырёх нот, основанное на звуках цыганской гаммы. Вопрос о том, в какой тональности написано это остинато ― в соль миноре или си миноре, остается нерешённым.

## Создание
Пьесы под номерами 1, 2, 3 и 5 были сочинены в 1885 году; именно в это время Лист поставил себе цель сформировать единую серию произведений, представляющих собой музыкальные характеристики известных венгерских политиков и деятелей искусства. В письме, написанном 8 июня 1885 года, композитор уже сообщал своему пештскому издателю Фердинанду Таборски о практически законченной серии музыкальных произведений: «В начале июля из Веймара вы получите несколько коротких фортепианных пьес, которые я оркеструю чуть позже».
В пьесе № 3 Лист использует мотив из композиции «Призыв и гимн» (венг. Szózat és Himnusz). Портрет № 4 был создан Листом путём сокращения и небольшого изменения марша из собственной композиции «Trauervorspiel und Trauermarsch», также написанной в 1885 году. Бас, повторяющийся на протяжении всей пьесы и состоящий из четырёх нот, был взят из фортепианного произведения Михая Мошоньи «Плач о смерти Иштвана Сеченьи». Портрет № 6 представляет собой расширенную версию композиции «Памяти Петёфи» (венг. Dem Andenken Petőfis), написанной Листом в 1877 году, которая, в свою очередь, происходит от сочинения для голоса и фортепиано «Любовь мёртвого поэта» (1874). Портрет № 7 является аранжировкой произведения 1870 года «Похороны Мошоньи».
Лист намеревался оркестровать серию «исторических портретов», но эту задачу в итоге взял на себя Артур Фридхайм в 1886 году. Он выполнил только часть работы, переложив для оркестра пьесы № 1, 2, 4 и 5. Весь цикл произведений оставался неопубликованным до 1956 года ― до того момента, когда его ноты были выпущены издательством Editio Musica Budapest.

## Структура
Сборник включает в себя семь композиций:
- Иштван Сеченьи (= S.205/1, S.205a/1)
- Йожеф Этвёш (= S.205/2, S.205a/4)
- Михай Вёрёшмарти (= S.205/3, S.205a/5)
- Ласло Телеки (= S.205/4, S.205a/3)
- Ференц Деак (= S.205/5, S.205a/5)
- Шандор Петёфи (= S.205/6, S.205a/6)
- Михай Мошоньи (= S.205/7, S.205a/7)

Общая продолжительность цикла составляет примерно 30 минут.